# 滝 (ふじみ野市)
滝（たき）は、埼玉県ふじみ野市の町名。現行行政地名は滝一丁目から三丁目。郵便番号は356-0012。

## 地理
ふじみ野市の東部に位置する。東武東上線上福岡駅から東に1キロほどで、おもに住宅地として利用されている。

## 歴史

### 沿革
- 1973年（昭和48年）2月7日 - 土地改良事業により[4]、大字福岡の一部から滝一丁目から三丁目が成立[5]。町名は小字に因む[4]。
- 2005年（平成17年）10月1日 - 入間郡大井町と合併してふじみ野市になり、ふじみ野市の町丁となる。

## 世帯数と人口
2017年（平成29年）10月1日現在の世帯数と人口は以下の通りである。
| 丁目     | 世帯数  | 人口    |
| -------- | ------- | ------- |
| 滝一丁目 | 172世帯 | 404人   |
| 滝二丁目 | 176世帯 | 419人   |
| 滝三丁目 | 106世帯 | 279人   |
| 計       | 454世帯 | 1,102人 |

## 小・中学校の学区
市立小・中学校に通う場合、学区（校区）は以下の通りとなる。
| 丁目     | 番地 | 小学校                 | 中学校                   |
| -------- | ---- | ---------------------- | ------------------------ |
| 滝一丁目 | 全域 | ふじみ野市立福岡小学校 | ふじみ野市立花の木中学校 |
| 滝二丁目 | 全域 | ふじみ野市立福岡小学校 | ふじみ野市立花の木中学校 |
| 滝三丁目 | 全域 | ふじみ野市立福岡小学校 | ふじみ野市立花の木中学校 |

## 施設
- 滝自治会集会所
- ながみや幼稚園